# آندرانیک تر-استپانیان
آندرانیک سمباتی تر-استپانیان (ارمنی: Անդրանիկ Սմբատի Տեր-Ստեփանյան؛  زادهٔ ۳۱ مارس ۱۹۱۸ - درگذشته ۱۲ مارس ۱۹۹۶) مهندس اهل ارمنستان بود.

## زندگی‌نامه
وی در ۳۱ مارس ۱۹۱۸ در سیمفروپول از والدینی به نام‌های میناس بالیکیان و ماریام بالیکیان به دنیا آمد و از دانشگاه فنی دولتی بائومن مسکو فارغ‌التحصیل گشت. همچنین برندهٔ جوایزی همچون نشان پرچم سرخ کار، قهرمان کار سوسیالیست (۱۹۸۱)، جایزه لنین (۱۹۷۶)، نشان لنین و جایزه دولتی اتحاد شوروی (۱۹۶۹) شده است. وی در ۱۲ مارس ۱۹۹۶ در سن ۷۷ سالگی در کولومنا درگذشت.